# Manuel Rodríguez (série télévisée)
Pour les articles homonymes, voir Manuel Rodríguez.
Manuel Rodríguez, est une telenovela chilienne diffusée en 2010 par Chilevisión.

## Distribution
- Ricardo Fernández: Manuel Rodríguez
- Sofía García: Francisca de Paula Segura y Ruiz
- Alfredo Castro: Francisco Casimiro Marcó del Pont
- Cristián Carvajal: Vicente San Bruno
- Catalina Pulido: Paula de Salas y Velasco
- Willy Semler: Mateo Segura y Ruiz
- Mariana Loyola: Micaela / Mercedes Larraín Fernández de León
- Tiago Correa: José Miguel Neira
- Javiera Hernández: Josefa Egaña
- Luz Jiménez: María Loreto Erdoíza y Aguirre
- José Soza: Obispo José Santiago Rodríguez Zorrila
- Hellen Cáceres: Leonor Olivares da Silva
- Antonio Campos: José Joaquín Guzmán
- Paloma Moreno: Catalina Larraín de Salas
- Santiago Tupper: Mariano Segura y Ruiz
- Francisco Medina: Fraile Bernardo Larraín Fernández de León
- Roxana Campos: Tomasa Araya
- Rodrigo Pérez: Cayetano Chávez
- Carmen Gloria Bresky: Tadea Jara
- Roberto Farías: Sargento Villalobos
- Natalia Aragonese: Pascuala Chávez
- Juan Pablo Ogalde: Eusebio Jara
- Ángela Gederlini: Corita
- Claudio Castellón: Magno Pérez
- Diego Ruiz: Borja de Sotomayor
- Nicolás Carreño: Ignacio Larraín de Salas
- Felipe Ponce: Segundo Echagüe
- Carlos Marin: Jacinto
- Ernesto Gutiérrez: "El Negro"

### Participaciones especiales
- Rolando Valenzuela: Bernardo O’Higgins
- Paulo Brunetti: General José de San Martín
- Natalia Grez:Carmen Díaz de Valdés
- Maité Fernández: Madre Superiora Dolores